# 닛산 엘그란드
닛산 엘그란드(Nissan Elgrand)는 닛산의 미니밴이다. 일본 내수에서의 판매가 주력이나, 홍콩과 싱가포르, 중국, 태국 등 일부 국가에도 수출된다.

## 1세대(E50)

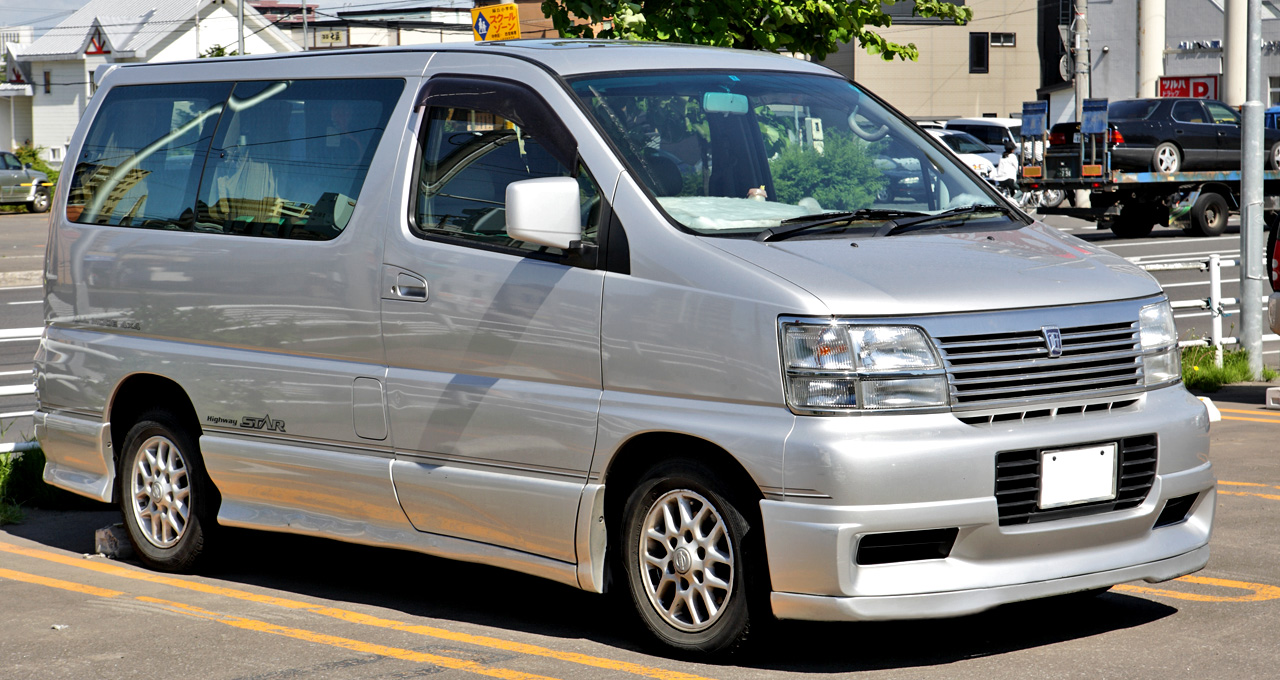
닛산 엘그란드(전기형) 정측면

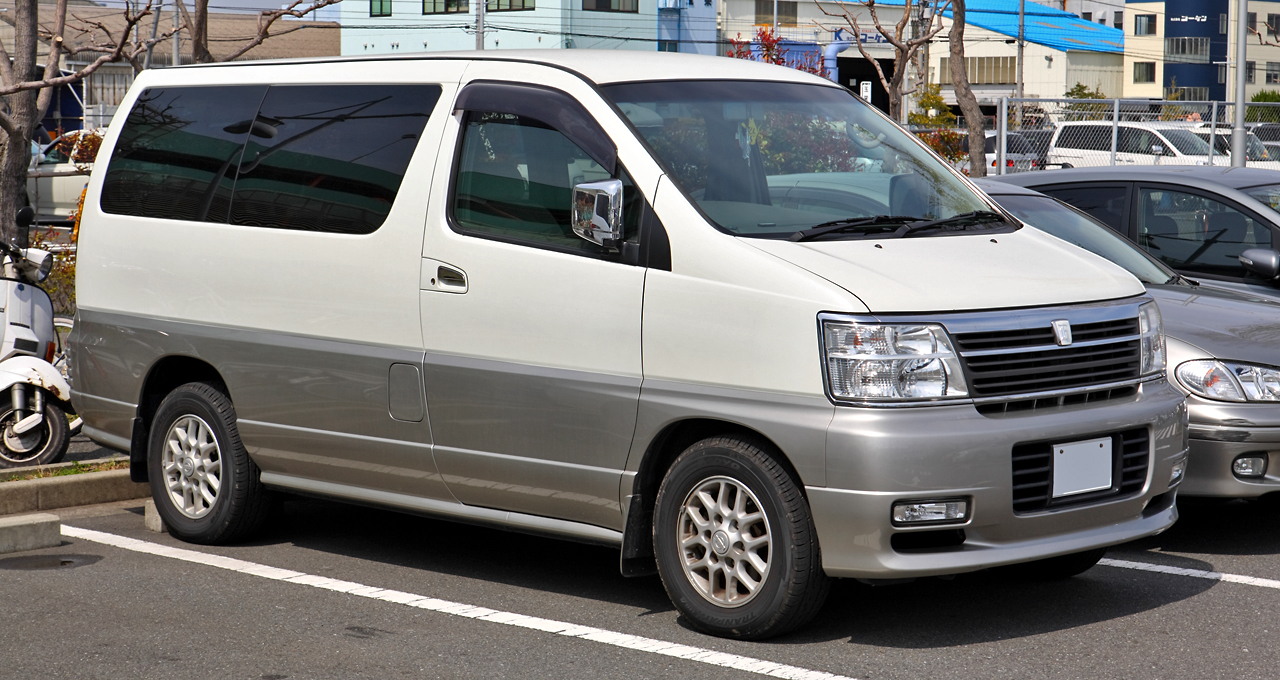
닛산 엘그란드(후기형) 정측면

1997년에 출시되어 고급 미니밴이라는 새로운 장르를 개척하였다. 당초 닛산 모터 판매점에서는 캐러밴 엘그란드, 닛산 프린스 판매점에서는 호미 엘그란드로 판매되었다.

## 2세대(E51)

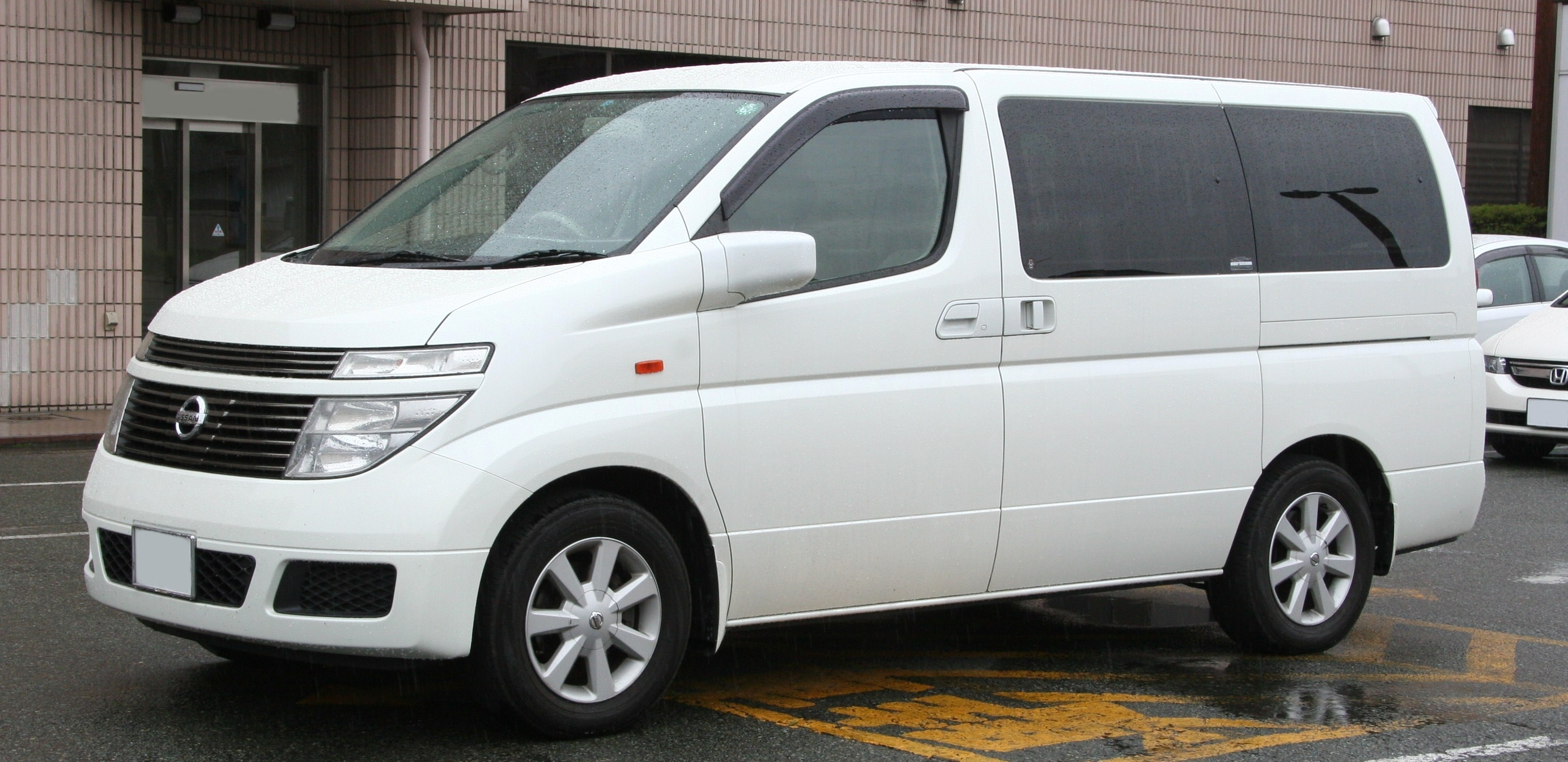
닛산 엘그란드(전기형) 정측면

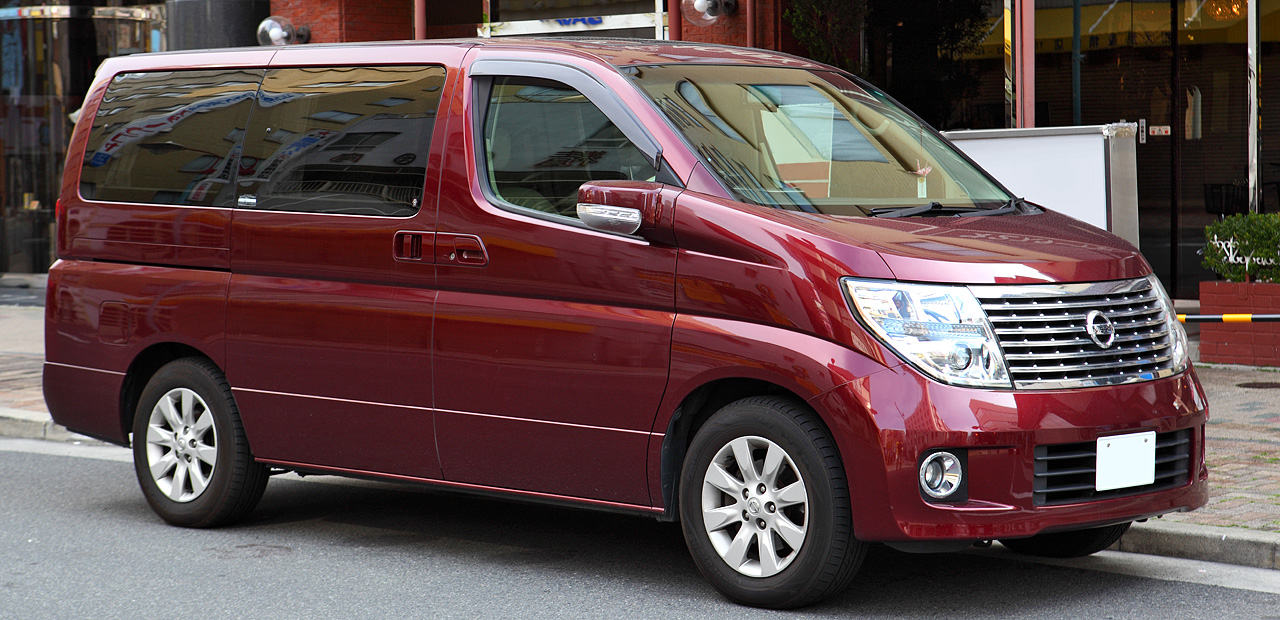
닛산 엘그란드(후기형) 정측면

2002년에 출시되었다. 후륜의 서스펜션이 멀티링크 식 서스펜션으로 바뀌었고, 휠의 PCD가 139.7의 6홀에서 114.3의 5홀로 바뀜과 동시에 당시 닛산 RV 차종에 많이 적용된 후륜 드럼 브레이크 방식에서 4륜 디스크 브레이크 방식으로 바뀌었다. 슬라이딩 도어가 운적석 쪽에도 적용(VG 트림은 조수석 쪽만 적용)되어 편의성을 높였다.

## 3세대(E52)

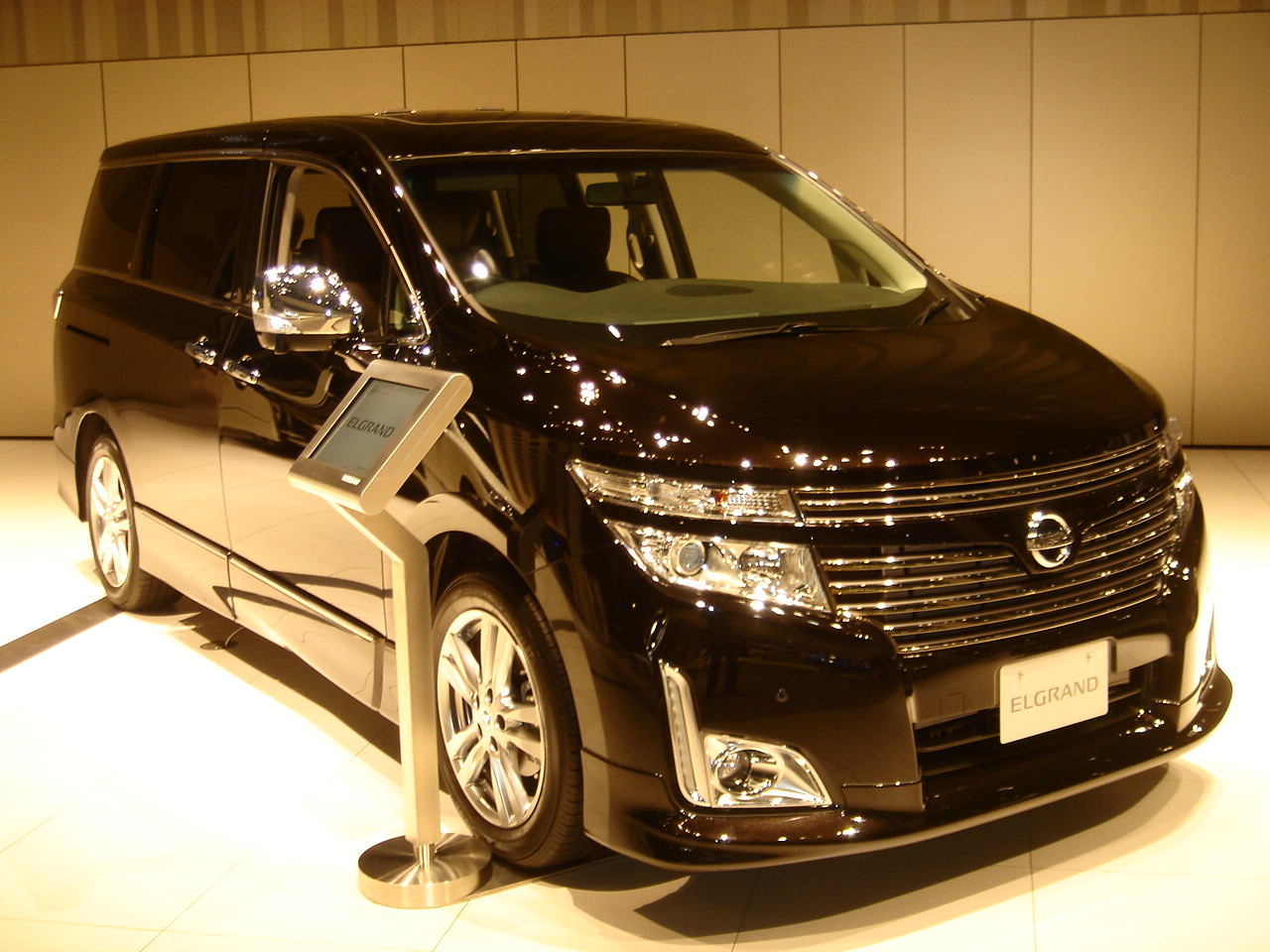
닛산 엘그란드(전기형) 정측면

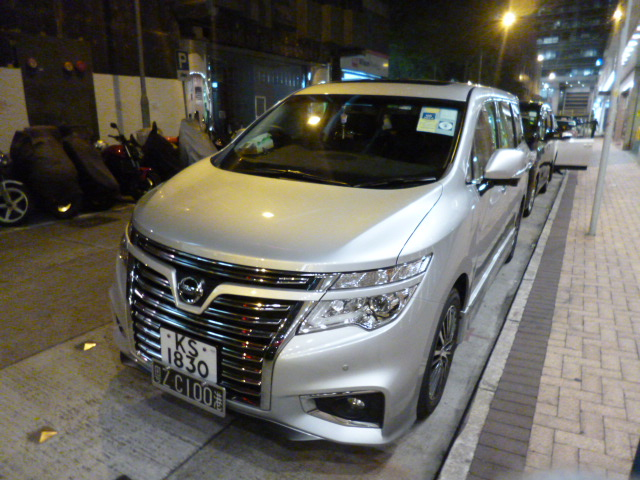
닛산 엘그란드(후기형) 정측면

2010년에 출시되었다. 북아메리카에 팔리고 있는 퀘스트와 통합되어 기본적인 구동 방식이 후륜구동에서 전륜구동으로 바뀌고, 이를 통해 차체의 저중심화와 이루어짐과 동시에 차체 높이도 낮아졌다. 1열 사이드&커튼 에어백, 타이어 공기압 경보 시스템, 2·3열 중앙 헤드 레스트 및 3점식 안전 벨트가 기본 적용되었다. 전술했듯이 북아메리카에는 차체 크기를 키우고, 앞·뒤 디자인을 바꾸어 퀘스트로 판매되었다.

## 모형화
- 야야에서 포세이돈이라는 특수차 완구 제품으로 2세대 전기형 모델을 대한민국식 구급차로 만들어 판매했다.(다만 원판인 일본의 구급차 완구를 재탕했으며, 구급차 마크나 내용은 스티커로 되어있고 라이선스를 습득하지 못하여 닛산 로고가 없다.) 야야에서 해당 브랜드가 없어진 이후 바니랜드에서도 대한민국식 신형 구급차로 만들어 판매한다.

- 토미카로는 3세대 전기형이 출시되었다.